# Montchamp (Cantal)
Montchamp és un municipi francès, situat al departament de Cantal i a la regió d'Alvèrnia-Roine-Alps.
És una antiga comanadoria de l'Orde de Sant Joan de Jerusalem, atestada des del segle xiii.